# Władimir Cziczerow
Władimir Stiepanowicz Cziczerow (ros. Влади́мир Степа́нович Чи́черов, ur. 4 lipca 1933 w Leningradzie, zm. 15 listopada 1996 w Petersburgu) – brygadzista Leningradzkiego Zakładu Metalurgicznego, dwukrotny Bohater Pracy Socjalistycznej (1975 i 1983).

## Życiorys
W 1942 ewakuowany z rodziną do Baszkirii, pracował w kuźni i na polu, po wojnie wrócił do Leningradu, 1950 skończył szkołę rzemieślniczą. Pracował w Leningradzkim Zakładzie Metalurgicznym jako ślusarz, 1955 powołany do armii, służbę odbywał w obwodzie rostowskim, po demobilizacji wrócił do pracy w fabryce. Od 1964 w KPZR, 1974 skończył 10 klas wieczorowej szkoły młodzieży robotniczej, 1959 objął kierownictwo brygady ślusarzy montażowych pracujących nad produkcją części turbin parowych o mocy od 200 do 1200 MW do elektrowni jądrowych, które sprawował przez ponad 30 lat. Dwukrotnie (na XXVI i XXVII Zjazdach KPZR) wybierany członkiem KC KPZR.

## Odznaczenia
- Medal Sierp i Młot Bohatera Pracy Socjalistycznej (dwukrotnie – 7 lutego 1975 i 12 lipca 1983)
- Order Lenina (dwukrotnie – 7 lutego 1975 i 12 lipca 1983)
- Order Czerwonego Sztandaru Pracy

I medale.